# Angiologie

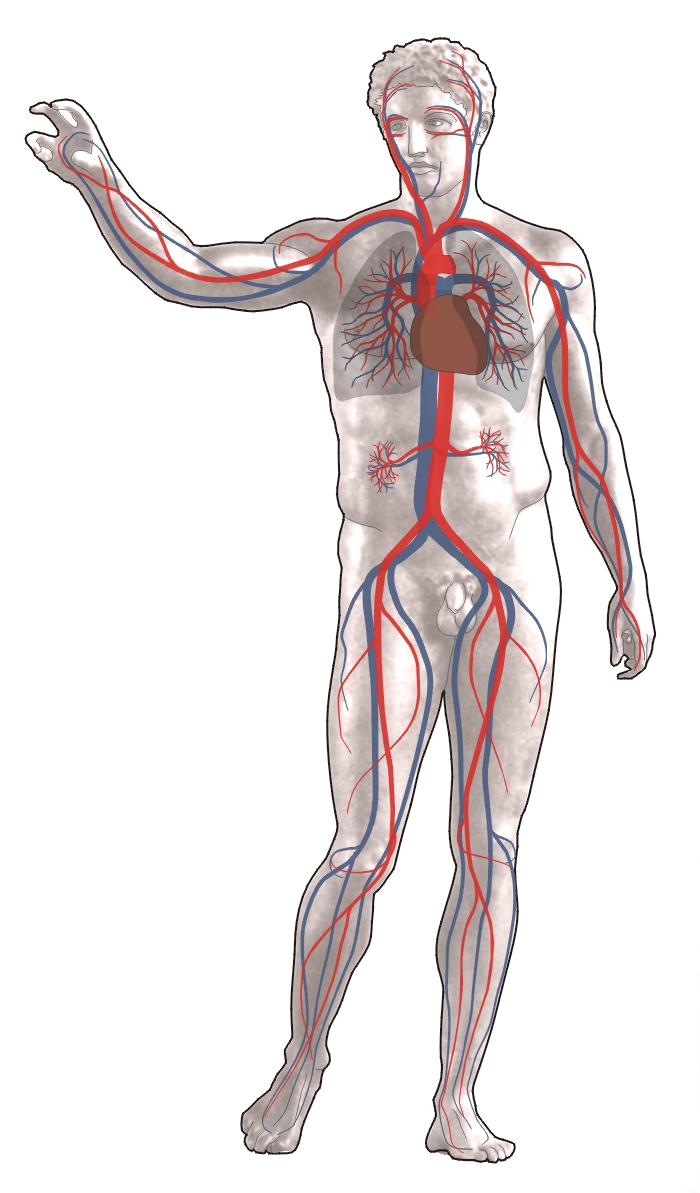
Schema des menschlichen Blutkreislaufs

Die Angiologie (Lehre von den Gefäßen; griechisch ἀγγεῖον angeīon, deutsch ‚Gefäß‘ und angehängt: -logie) ist ein Teilgebiet der Inneren Medizin, das sich mit Gefäßerkrankungen beschäftigt. Sie befasst sich mit der Entstehung, Epidemiologie, Diagnose, konservativer und interventioneller Therapie, Rehabilitation und Prävention von Erkrankungen der Arterien, Venen und Lymphgefäße.
Die Gefäßchirurgie ist ein Teilbereich der Chirurgie und gehört nicht zur Angiologie; Erkrankungen der Koronargefäße sind eine Domäne der Kardiologen; bei Erkrankungen des venösen Gefäßsystems wie Krampfadern oder postthrombotischem Syndrom und der Lymphgefäße gibt es Überschneidungen mit der Dermatologie und der Phlebologie; für Gefäßerkrankungen, die das zentrale Nervensystem betreffen, sind auch Ärzte der Neurologie und Neurochirurgie zuständig. Dementsprechend besteht bei vielen angiologischen Krankheitsbildern eine enge Kooperation mit anderen medizinischen Fachgebieten.

## Geschichte
Die Angiologie, als Begriff erst nach dem Zweiten Weltkrieg verbreitet, wurde in Deutschland von Max Ratschow (1904–1963) begründet, der von 1954 bis zu seinem Tod 1963 Direktor des Klinikums Darmstadt war und dort die weltweit erste Angiologische Klinik etablierte. Die Angiologie ist der jüngste Zweig der Inneren Medizin und befasste sich ursprünglich vorwiegend mit peripheren Durchblutungsstörungen. In der Deutschen Gesellschaft für Angiologie – Gesellschaft für Gefäßmedizin sind aktuell mehr als 1.200 Mitglieder vertreten.

## Krankheitsbilder
Eingeteilt werden die entsprechenden Krankheitsbilder in die Erkrankungen des zuführenden oder arteriellen Anteils des Kreislaufsystems, somit der Arterien und der Arteriolen sowie der Kapillaren als Bindeglied zum abführenden Anteil des Kreislaufsystems, den Venen und den Lymphgefäßen (bzw. dem Lymphsystem).

### Erkrankungen der Arterien
Zu etwa 90–95 % ist die Ursache der arteriellen Erkrankungen die Arteriosklerose mit Ausbildung von Engstellen (Stenosen) oder Verschlüssen. Wegen der Häufigkeit und der Relevanz für die Betroffenen sind besonders zu erwähnen:
- die arterielle Verschlusskrankheit (AVK) der Becken- und Beinarterien
- die Engstellen der Halsschlagadern (Arteria carotis communis)
- die Engstellen der Nierenarterien und der Eingeweidearterien (Arteria mesenterica superior und Arteria mesenterica inferior)

Die Arterien des Schultergürtels und der Arme sind eher selten von arteriosklerotisch bedingten Engstellen betroffen.
Außer zur Bildung von Engstellen kann es als Folge der Arteriosklerose durch Schwächung der Gefäßwandstrukturen auch zur Ausweitung der Gefäße kommen, was ab einem bestimmten Ausmaß als Aneurysma bezeichnet wird.
Von Bedeutung sind dabei wegen der Gefahr des Einreißens der Gefäßwand (Ruptur) oder der Ablagerung von geronnenem Blut im Aneurysma und anschließender Ablösung (Embolie) vor allem Erweiterungen der
- Beckenarterien
- Brust- und Bauchschlagader (Aorta)
- Kniekehlenarterien

Im Vergleich zur Arteriosklerose seltene Ursachen von arteriellen Gefäßerkrankungen sind:
- Bestrahlungsfolgen
- Embolien
- entzündliche Gefäßerkrankungen (Vaskulitiden)

Eine Sonderform der entzündlichen Gefäßerkrankungen ist die Thrombangiitis obliterans, die im Krankheitsverlauf meist in eine Arteriosklerose übergeht und
- Gefäßverletzungen.

„Funktionelle Durchblutungsstörungen“ sind nicht Folge eines strukturellen Gefäßschadens (also Stenose oder Verschluss), sondern Folge einer aus verschiedenen Gründen fehlerhaften Steuerung des Gefäßsystems. Typische Krankheitsbilder sind:
- die Akrozyanose
- die Erythromelalgie
- das Raynaud-Syndrom

Raynaud-Symptome können aber auch bei systemischen Erkrankungen auftreten im Sinne einer Begleitvaskulitis, wie zum Beispiel bei Lupus erythematodes oder Sklerodermie.
Die Einnahme von ergotaminhaltigen Medikamenten, die bei manchen Migräneformen eingesetzt werden, können vor allem bei Überdosierung zu einem ausgeprägten Spasmus der arteriellen Gefäße führen, was irreversible Schäden zur Folge haben kann.
Das diabetische Fußsyndrom ist nur zum Teil Folge einer gestörten Durchblutung. Vor allem wird er durch Nervenschäden und Schäden am Fußskelett hervorgerufen. Das Mal perforans bezeichnet dabei eine Sonderform an der Fußsohle unter den Zehengrundgelenken.

### Erkrankungen der Venen
Häufige und nicht nur für den Einzelnen, sondern auch volkswirtschaftlich bedeutsame venöse Erkrankungen sind:
- das primäre Krampfaderleiden (primäre Varikose), das zu ca. 70 % vererbt wird
- die chronische venöse Insuffizienz bei angeborener Schwäche des tiefen Leitvenensystems
- die Venenthrombose (Thrombose) mit der Folge:
  - dauerhafter erworbener Venenschaden, also postthrombotisches Syndrom
  - chronisches Unterschenkelgeschwür Ulcus cruris

Als Folge von Krampfadern oder auch als äußeres Zeichen einer anderen zugrundeliegenden Erkrankung kann es zur Entzündung und Gerinnselbildung in oberflächlichen Hautvenen kommen, was als Thrombophlebitis bezeichnet wird.

### Erkrankungen der Lymphgefäße
Im Wesentlichen muss zwischen einem primären und einem sekundären Lymphödem unterschieden werden. Das primäre Lymphödem ist Folge einer vererbten Schwäche oder Nichtanlage (Atresie) der Lymphbahnen und manifestiert sich meist im dritten bis vierten Lebensjahrzehnt, während das sekundäre Lymphödem Folge einer anderen Erkrankung ist, die auch den Lymphabfluss schädigt. Ein nicht mehr reversibles und massiv ausgeprägtes Lymphödem wird als Elefantiasis bezeichnet.
Lymphangitis und Erysipel sind relativ häufige entzündliche Erkrankungen der Lymphgefäße.

### Gefäßmissbildungen
Als Angiodysplasien bezeichnet man Gefäßmissbildungen von Arterien, Venen oder Lymphgefäßen, die in enormer Komplexität und Vielfalt vorkommen können.

## Untersuchungsmethoden
Die körperliche Untersuchung konzentriert sich je nach Anamnese und Beschwerdebild auf die Inspektion von Venen, Lymphgefäßen und Gewebsdurchblutung sowie das Ertasten der Pulse in den betroffenen Körperregionen.
Bei den meisten Durchblutungsstörungen und Venenerkrankungen erlaubt eine Ultraschalluntersuchung der Arterien oder Venen, ggf. inklusive Doppler- und Farbdoppler-Sonografie, bereits eine zuverlässige Diagnose und Planung der Therapie. In Zweifelsfällen und vor geplanten Operationen ist in einigen Fällen eine weitere bildgebende Diagnostik sinnvoll. Je nach Fragestellung kommen dafür Röntgenuntersuchungen mit Kontrastmittel (Angiografie, Phlebografie oder Computertomografie) und die Magnetresonanztomografie („Angio-MRT“) in Frage.
Für spezielle angiologische Fragestellungen werden Plethysmografie, Kapillarmikroskopie und Lichtreflexionsrheografie eingesetzt.